# Crécy-en-Ponthieu
Crécy-en-Ponthieu – miejscowość i gmina we Francji, w regionie Hauts-de-France, w departamencie Somma.
Według danych na rok 2011 gminę zamieszkiwało 1545 osób, a gęstość zaludnienia wynosiła 27 osób/km² (wśród 2293 gmin Pikardii Crécy-en-Ponthieu plasuje się na 187. miejscu pod względem liczby ludności, natomiast pod względem powierzchni na miejscu 1.).
W 1346 r. w pobliżu miejscowości miała miejsce bitwa.